# پوکست (ماساچوست)
پوکست (به انگلیسی: Pocasset) یک منطقهٔ مسکونی در ایالات متحده آمریکا است که در شهرستان برنستبل، ماساچوست واقع شده‌است. پوکست ۲۵٫۳ کیلومتر مربع مساحت و ۲٬۸۵۱ نفر جمعیت دارد و ۱۰ متر بالاتر از سطح دریا واقع شده‌است.